# Bellewaerde Park
Bellewaerde Park is een pret- en dierenpark in Zillebeke bij Ieper, gelegen in de Belgische provincie West-Vlaanderen. Het park is in handen van het Franse Compagnie des Alpes, waar de Walibiparken ook deel van uitmaken. Bellewaerde telt 54 hectare grond en is vooral beroemd om zijn vele dieren en de aandacht voor thematisering. De mascotte van het park is een leeuw verkleed als koning, kortweg Koning Leeuw genoemd. Bellewaerde Park is een park met ongeveer 30 attracties, 20 diersoorten en een groot waterpark. 

## Geschiedenis

### Opening en evolutie
Op 3 juli 1954 werd in Zillebeke door de familie Florizoone het Toeristisch Centrum Bellewaerde opgericht. Oorspronkelijk was het een dierentuin en safaripark. In 1971 veranderde de naam in Bellewaerde Park, in 2014 werd dit ingekort tot Bellewaerde en in 2021 werd het weer Bellewaerde Park. Vanaf de jaren 80 evolueerde het park naar een attractiepark met attracties zoals River Splash en Keverbaan. In 1981, 1984 en 1995 openden respectievelijk de zones Far West, Mexico en Canada. In 2008 kreeg het park officieel het statuut dierentuin, waarop het park dat jaar de nieuwe themazone Savanne opende met uitsluitend dieren.

### Eigenaar
In oktober 1967 stierf Albert Florizoone, waarna zijn vrouw Maria samen met hun drie zonen de leiding over het park nam. In 1990 werd het park opgenomen in de Walibi Group, die zijn parken in 1999 aan Premier Parks verkocht, het latere Six Flags European Division. In 2004 werd deze groep verkocht, waarna bijna al hun parken, inclusief Bellewaerde, onderdeel werden van StarParks. Sinds 2006 is Bellewaerde in handen van Compagnie des Alpes, die het park tot op vandaag beheert.

### 1950-1970
1954: Het "Touristisch centrum Bellewaerde" werd plechtig geopend. Albert Florizoone, stichter van het park, zag zijn droom in vervulling gaan. Zijn ornithologisch park bood onderdak aan verschillende soorten uitheemse vogels en voor de kinderen kwam er het Kabouterland met zijn mechanische poppen.
1969: Na het overlijden van Albert Floorizoone in 1967, vormden zijn zonen het park om tot een wandelsafari waarin bezoekers in vrijheid kunnen wandelen tussen de dieren.
Olifant Mony kwam aan.

### 1970-1980
1972: Opening van het leeuwenpark. De bezoekers konden de dieren van dichtbij bekijken in de safaritreintjes die het leeuwenpark doorkruisen.
1974: Het dierenpark werd uitgebreid met Bengaalse tijgers, en later werd de collectie exotische dieren aangevuld met onder meer giraffen, zebra's, antilopen, flamingo's en gnoes.
1978: Na grondige voorbereiding volgde de realisatie van een nieuwe themazone: Jungle, waarin onder andere hoge rotsen en schuimende watervallen werden aangebracht. Daarnaast kon men er meer dan tweehonderd exotische plantensoorten zien.

### 1980-1990

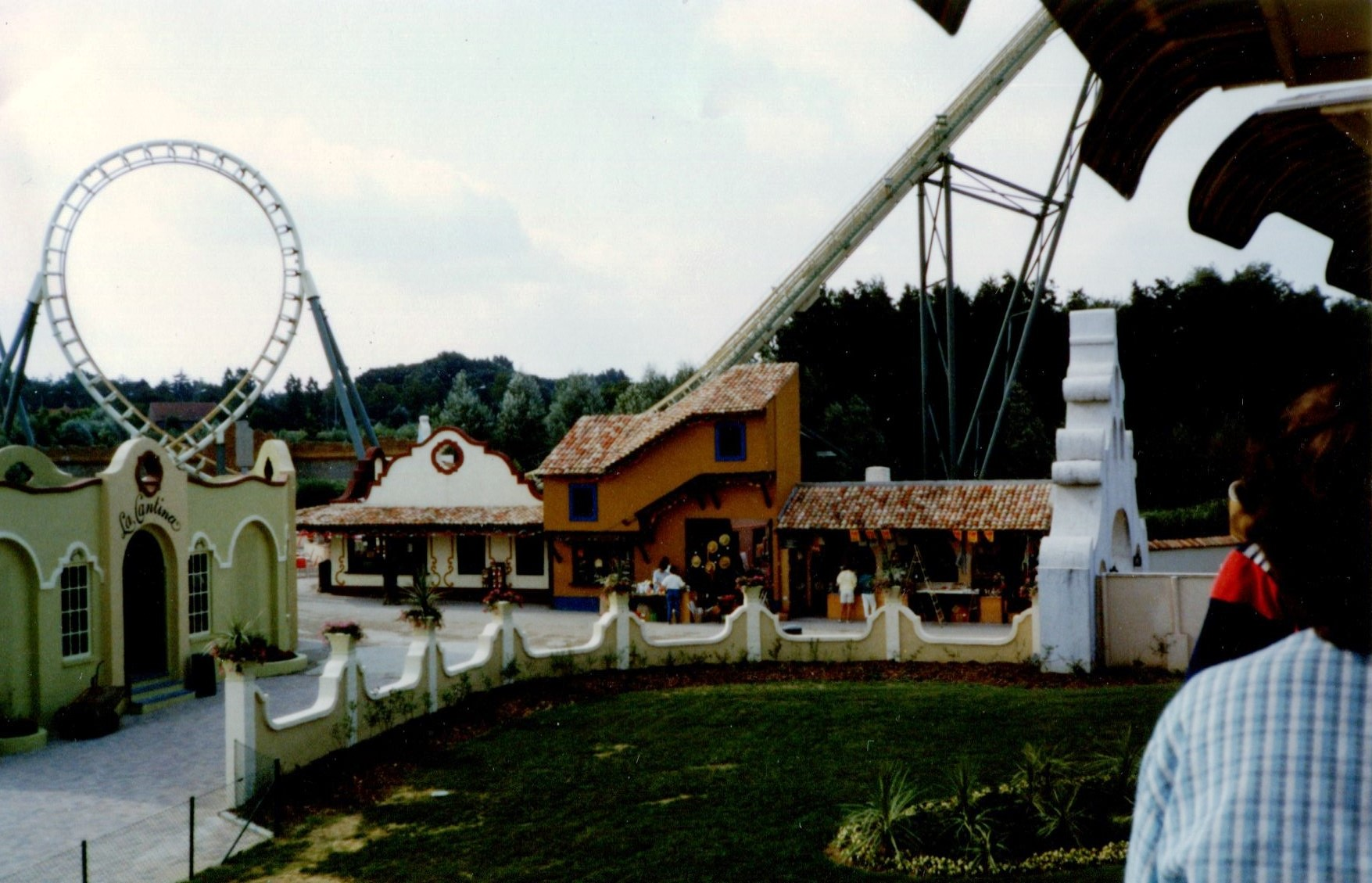
Mexico dorp met achtbaan Boomerang in 1986.

1980: De eerste waterattractie werd geïntroduceerd: de wildwaterbaan River Splash.
1981: Opening van Frontier City (later omgedoopt tot Far West), een cowboydorp uit het Wilde Westen met een saloon, shops en nieuwe attracties zoals de Oldtimers en de kinderachtbaan Keverbaan.
1982: Suske en Wiske, de twee bekende Vlaamse striphelden, kregen hun eigen plaatsje in het park, op de oevers van de junglerivier. Ze vertolken er het jungle-avontuur Het zoemende ei uit hun gelijknamig album.
1983: Sindsdien kunnen bezoekers het Cowboydorp en de natuur van het Jungle Park ook vanuit de lucht bekijken dankzij de Monorail.
1984: Introductie van het nieuwe thema Mexico. Er werd een Mexicaans dorp nagebouwd met bijhorende bloemen en planten. De Boomerang opende, een rollercoaster met drie inversies. Ook de duikers van de Mexicaans gethematiseerde Acapulco Show deden hun intrede.
1985: Opening van Pepinoland voor de allerkleinsten. (later omgevormd tot KidsPark)
1986: Dankzij de aankoop van een aanliggend domein van 27 hectare werd het Mexicaans dorp verder uitgebouwd.
1988: Inhuldiging van de Bengal Rapid River
1989: Inhuldiging van twee nieuwe attracties: Peter Pan en Big Chute

### 1990-2000
1990: Bellewaerde Park wordt overgenomen door de Walibigroep. Vanaf dit moment maakte de familie Florizoone deel uit van het management van de Walibigroep. De koffiekoppencarrousel werd ingehuldigd en Pepinoland werd vernieuwd.
1991: Inhuldiging van de darkride Los Piratas, die het verhaal van een onvervalst piratenavontuur vertelt.
1994: Ter gelegenheid van het 40-jarig bestaan van Bellewaerde Park vonden er allerlei evenementen plaats. Meer dan 200.000 zomerbloemen werden in het park aangebracht. Pronkstuk werd het Bloemenkasteel: een sprookjeskasteel getooid met duizenden zomerbloemen.
1995: Inhuldiging van de nieuwe attractie Niagara: bij opening de hoogste wildwaterbaan van Europa.
1997: Het inmiddels vervallen avontuur van Suske en Wiske bij de junglerivier werd vervangen door de "Voodoo River". Er werd een apeneiland gebouwd voor de nieuwe kapucijnaapjes. Ook de Octopus werd vernieuwd.
1998: De Walibigroep wordt overgenomen door Premier Parks, 's werelds grootste bedrijf in eendagspretparken. Olifant Mony overleed op 65-jarige leeftijd en is daarmee de oudste olifant ooit in een Europees pretpark.
1999: Introductie van drie nieuwe attracties: de 52 meter hoge shot-en-droptoren Screaming Eagle, illusieattractie Houdini's Magische Huis en de Vliegende Carrousel.

### 2000-2010
2001: Voor het eerst werd het park gedecoreerd en omgebouwd voor Halloween, het zogeheten Halloween Horror Fest.
2002: Pepinoland werd volledig vernieuwd en omgevormd tot KidsPark. Zeven nieuwe attracties deden hun intrede: de Dansende Ballonnen, de Kikker, Express Trein, het Minirad, de Gekke Koets, de Vlinders en Tuff Tuff.
2004: Bellewaerde Park vierde zijn 50ste verjaardag en kreeg het circus Il Florilegio te gast.
Po-chin en Asam, twee Indische olifanten deden hun intrede en het park introduceerde Wild Wild West, een festival in het teken van country en western.
In april 2004 werd Bellewaerde Park samen met zes andere parken van de Europese Six Flagsdivisie overgenomen door Palamon Capital Partners. De Europese groep opereerde vanaf dat moment onder de naam StarParks.
2005: Met El Volador in de zone Mexico pakte het park uit met een wereldpremière. Het park opende voor het eerst zijn deuren tijdens de kerstvakantie.
2006: twee nieuwe attracties deden hun intrede in de zone Mexico: El Toro en de 4D-cinema.
Net voor de zomer werd Bellewaerde Park overgenomen door de Franse groep Compagnie des Alpes.
2007: In de 4D-cinema werd de nieuwe film Fly me to the moon vertoond. Het apeneiland met tien doodshoofdaapjes werd geopend en het park bouwde een nieuw lemurenverblijf binnen het dierenpark.

### 2010-2013
2010: Bellewaerde is niet meer open in de winter. Tijdens de zomer werd een nieuwe show met duikers in gebruik genomen in het Canadese deel van het park: de duikshow Wakanda, waarmee werd teruggegrepen op de Acapulcoshows uit de jaren 80 en 90. De Franse muzikant Manu Katché componeerde dat jaar ook instrumentale muziek voor de zes themazones van het park.
2011: Voodoo River heropent als Jungle Mission. Om de attractie te herlanceren werd een mediacampagne opgezet, in samenwerking met regionale televisiezenders over heel Vlaanderen, waarbij uit elke provincie één bekende Vlaming en twee kinderen een bepaald onderdeel van de attractie hielpen ontwikkelen. De attractie werd hierdoor grondig vernieuwd voor een bedrag van ruim 1 miljoen euro.
2012: Het park investeerde 2,2 miljoen euro, zo stelde het park nieuwe dieren (Europese bizons) voor, op de plaats waar vroeger de Oldtimers stonden. Ook heeft het park enkele andere investeringen gedaan, waaronder een nieuw uitkijkpunt voor de leeuwen, nabij de Bengal Express en een uitbreiding van parking A. Voorts heeft het park een nieuwe winkel aangelegd aan de hoofdingang. Wakanda, een stuntshow, keerde terug tijdens de maanden juli en augustus. In september 2012 sloot de darkride Los Piratas. En in het najaar pakte het park uit met een nieuw Halloweenconcept: ZoorRror.
2013: De overdekte familieachtbaan Huracan nam in maart 2013 de plaats van Los Piratas in, de eerste nieuwe achtbaan in het park sinds 29 jaar. Huracan werd de grootste investering van het park sinds 1999 met een investeringsvolume van om en bij de 4 miljoen euro.

### 2014
Op 14 januari 2014 werd de naam Bellewaerde Park ingekort tot Bellewaerde en vernieuwde men het logo, en het uiterlijk van Koning Leeuw. In de zone India zijn sinds dat seizoen drie Amoerluipaarden te bezichtigen. De dieren zijn in het park aanwezig voor een kweekprogramma. Met het dierenverblijf en de rebranding slaat het park verder de weg in van de drie hoofdpijlers: natuur, attracties en dieren. Deze zijn tevens terug te vinden in het parklogo.
Er werd ook een samenwerking gesloten met de Vlaamse commerciële televisiezender VIER. In dat seizoen werden er opnames in het park gemaakt van wat achter de schermen allemaal gebeurt. Dit kwam uiteindelijk in vier afleveringen op het scherm als De Wereld van ... Bellewaerde, dat op vrijdagavond worden uitgezonden in de periode mei - juni. Onder andere de wereldrecordpoging van Sam Clauw en de Amoerluipaarden kwamen uitgebreid aan bod.
Dit jaar werd voor het eerst de Halloween Night georganiseerd; een avondopenstelling op de vrijdagavond voor de herfstvakantie waarbij het park geopend was tot 23 uur en waar het doelpubliek jongeren zijn in plaats van families.

### 2015
In de wintersluiting tussen de seizoenen 2014 en 2015 trok het park onder andere budget uit voor herfstthematisatie. Zo werd er gewerkt aan onder andere de waterval in de Bengal Rapid River, en de rotsen rond de Piratenboot en de Piratenboot zelf. Ook de daken van de attractie Tuff Tuff en van de wachtrij van River Splash werden vernieuwd. 2015 bracht bovendien een nieuwe duikshow, Gold Rush. Deze had een thema over Amerikaans goldrushes in de 19e eeuw. Hiervoor werd een overdekte tribune en een decor gebouwd, zodat deze permanent kon plaatsvinden. Ook kreeg het overdekte gedeelte van Huracan een update met licht- en lasereffecten in het donker.
Daarnaast werd er geld besteed aan digitale informatieborden die op verschillende plaatsen in het park geplaatst zijn.
Tot slot werd er een houten brug gebouwd over de Bellewaerdevijver, de grote vijver achteraan het park. Hierop kwam in de zomermaanden een roofvogeldemonstratie. Onder andere de zwarte wouw en de woestijnbuizerd komen aan bod in de show. Om deze show te kunnen uitvoeren, werden twee dierenverzorgers van het park geschoold in Engeland bij een roofvogelkenner.
De totale investering van de werken in het park in deze periode bedroeg €4 miljoen.
Het grootste restaurant van het park, Buffalo Steak House, werd afgebroken en in maart 2015 werd begonnen met de opbouw van een nieuwe Texas Grill, die in juni 2015 opende. Het nieuwe restaurant biedt plek aan 500 mensen en was goed voor een investering van bijna 1,6 miljoen euro.
Dit jaar werd ook een tweede seizoen van De Wereld van ... Bellewaerde gemaakt voor VIER. De rode draad bestond onder meer uit de nieuwe show Gold Rush, de voorbereidingen voor de roofvogeldemonstratie en de nieuwe Texas Grill.
Ook de Halloween Night werd herhaald.

### 2016
Daarnaast werd in 2016 een belangrijke stap gezet in het kweekprogramma van de Amoerluipaarden: De eerste dracht voor de toen vier jaar oude Vlada, leidde op zaterdag 21 mei tot een worp van drie welpjes. Daarvan werd er eentje echter na vier dagen afgestoten, waardoor het de daaropvolgende donderdag overleed.
In 2016 vond ook de eerste editie van het After School Festival plaats. Dit was een laatavondopenstelling op de laatste dag van juni waarbij het park geopend was tot 23 u., vergelijkbaar met de Halloween Night op de laatste vrijdag voor de herfstvakantie. Net zoals bij de Halloween Night was het doelpubliek jongeren in plaats van families.

### 2017
In 2017 opende een zogeheten "duelling Alpine Coaster" op palen voor het budget van 4 miljoen euro: Dawson Duel. De attractie werd aangelegd in het bos tussen de Piratenboot en Gold Rush, tot aan Big Chute.
In mei 2017 maakte het park bekend dat ze een waterpark willen bouwen ter waarde van 17 miljoen euro, wat gebouwd zal worden op een deel van parking A en dit geheel moet een oppervlakte van 3000 m² krijgen.

### 2019
Op 1 juli 2019 opende Bellewaerde het Aquapark: een groot indoor waterpark van 17 miljoen euro, wat in 1,5 jaar tijd gebouwd is. Bellewaerde Aquapark ligt direct naast de hoofdingang van het pretpark en bevat een peuterbad en -speelzone, diverse glijbanen, een sauna en een Lazy River, een rustige 'rivier' die in een rondje gaat. De stroming wordt veroorzaakt door een pompmechanisme, in tegenstelling tot een wildwaterbaan, waar dit door een hoogteverschil veroorzaakt wordt.

### 2021
Sinds het voorjaar van 2021 heet het pret- en dierenpark weer Bellewaerde Park. Sindsdien worden Bellewaerde Aquapark en Bellewaerde Park tezamen Bellewaerde genoemd. Duikshow Gold Rush werd aan het einde van het jaar stopgezet, waarna het decor afgebroken werd. De overdekte tribunes bleven wel staan.

### 2022
Sinds 11 juni wordt de stunt- & duikshow Bengali op de plaats van de vroegere Gold Rush opgevoerd. Bengali heeft een nieuw verhaal, nieuw decor en een Indisch thema. De afbraak en heropbouw van het decor en andere investeringen voor Bengali kostten € 1,5 miljoen.

### 2023
Bellewaerde opende twee nieuwe familieattracties en dierenverblijven werden vernieuwd, zo kwam er een uitkijkbrug bij het leeuwen/tijgerverblijf en bij de savanne. Tot slot werd ook het restaurant Carrousel Self-Service vernieuwd en heropende als Kings Table. Dit alles samen was een investering van 16 miljoen euro.

### 2024
Op 30 maart 2024 opende een nieuw Braziliaans themagebied op de plaats van het gesloopte westerndorp. Hier opende op 20 april 2024 een nieuw type waterattractie van Intamin Rides met de naam Amazonia. Naast deze grote baan van 26 meter hoog opent ook nog een kleine waterbaan voor kinderen en een kinderachtbaantje. Voor deze uitbreidingen trekt Compagnie des Alpes 24 miljoen euro uit. De nieuwe attractie Amazonia moest echter al snel na de opening weer dicht, omdat deze problemen had met volle boten. Op zaterdag 15 juni vindt een nieuwe officiële opening plaats. Op 31 juli 2024 moest de attractie echter weer dicht omdat er opnieuw problemen kwamen, ditmaal omdat de rubberen randen van de boten te snel versleten, met als gevolg dat de attractie regelmatig moest worden stilgezet om deze te vervangen.

## Huidige attracties

### Canada

#### Attracties
| Naam attractie  | Soort attractie                 | Openingsjaar | Bouwer(s)                  | Overige bijzonderheden | Foto |
| --------------- | ------------------------------- | ------------ | -------------------------- | --- | ---- |
| Niagara         | Shoot-the-Chute                 | 1995         | Interlink en Space Leisure | Hoogte: 20 m |      |
| Screaming Eagle | Shot and Drop                   | 1999         | HUSS                       | Snelheid: max. 70 km/u Hoogte: 50 m |      |
| Peter Pan       | Rupsbaan zonder zeil            | 1989 (2008)  | Mack Rides                 | Tot 2007 in themagebied India, staat sedert 2008 op de plaats van Octopus in themagebied Canada.                                                           |      |
| Big Chute       | Waterglijbaan met rubberbootjes | 1989         | Van Egdom                  | Hoogte: 10 m |      |
| Piratenboot     | Schommelschip                   | 1987         | HUSS                       | Op 29 & 30 april en 1 mei 2014 werd op deze attractie een wereldrecord gevestigd door Sam Clauw, die maar liefst 50 uur lang op de attractie bleef zitten. |      |
| Dawson Duel     | Duellerende rodelachtbaan       | 2017         | Wiegand                    | Hoogte: 25 m Lengte: 450 m per baan Max. snelheid: 40 km/u Remmen is onmogelijk.                                                                           |      |
| Wakala          | family coaster                  | 2020         | Gerstlauer Amusement Rides | Hoogte: 21 m Lengte: 660 m Snelheid: 50 km/u |      |
| Psssht Station  | Barnyard                        | 2023         | Zamperla                   | |      |

### India

#### Attracties
| Naam attractie     | Soort attractie                  | Openingsjaar | Bouwer(s)               | Overige bijzonderheden            | Foto |
| ------------------ | -------------------------------- | ------------ | ----------------------- | --------------------------------- | ---- |
| Bengal Express     | Rondrit langs leeuwen en tijgers | 1972         | Space Leisure           | Er zijn 2 treinen.                |      |
| Bengal Rapid River | Rapid river                      | 1988         | Vekoma en Space Leisure | 8 personen per boot Lengte: 451 m |      |
| Hampi              | Nebulaz                          | 2023         | Zamperla                |                                   |      |
| Hampi Playground   | Speeltuin                        | 2023         |                         | De speeltuin is 400 m²            |      |

#### Dieren
- Leeuwen
- Tijgers
- Amoerluipaarden

### Savanne

#### Dieren
- Rothschildgiraffen
- Grévyzebra's
- Ringstaartmaki's
- Rode vari's
- Helmparelhoenders

### Jungle

#### Attracties
| Naam attractie | Soort attractie          | Openingsjaar                                  | Bouwer(s)  | Overige bijzonderheden                                                                     | Foto |
| -------------- | ------------------------ | --------------------------------------------- | ---------- | ------------------------------------------------------------------------------------------ | ---- |
| Jungle Mission | Rondvaart, tow boat ride | 1978, ondertussen al enkele wijzigingen gehad | Intamin AG | Naam tot 1982: Jungle Adventure Naam tot 1997: Het zoemende ei Naam tot 2011: Voodoo River |      |

#### Dieren
- Roze pelikanen
- Capibara's
- Neusberen
- Blauwkeelara's
- Flamingo's
- Mara's
- Keizertamarins
- Doodshoofdaapjes
- Ecuadoramazone

### Mundo Amazonia

#### Attracties
| Naam attractie    | Soort attractie      | Openingsjaar | Bouwer(s) | Overige bijzonderheden                                                 | Foto |
| ----------------- | -------------------- | ------------ | --------- | ---------------------------------------------------------------------- | ---- |
| Rio Do Café       | Boomstamattractie    | 1980         | Reverchon | De belangrijkste val is 12 m hoog ± 4 personen per boot                |      |
| Amazonia          | Spinning Rapids Ride | 2024         | Intamin   | 2e verticale lift met tweede glijsessie, droptrack aan eind van de rit |      |
| Brazilian Buggies | Achtbaan             | 2024         | Zamperla  | Kinderachtbaan                                                         |      |
| Rio Do Cacao      | Boomstamattractie    | 2024         | ABC Rides | Model Mini Flume.                                                      |      |

### Mexico

#### Attracties
| Naam attractie | Soort attractie                          | Openingsjaar | Bouwer(s) | Overige bijzonderheden | Foto |
| -------------- | ---------------------------------------- | ------------ | --------- | --- | ---- |
| Boomerang      | Stalen shuttle-achtbaan Model: Boomerang | 1984         | Vekoma    | Maximumsnelheid: 80 km/u Inversies: 2 keer 3                                                                                 |      |
| El Volador     | Topple Tower                             | 2005         | HUSS      | Hoogte mast: 20 m Tuimelhoek met grond: 60°                                                                                  |      |
| El Toro        | Breakdance                               | 2006         | HUSS      | Tweedehands attractie: tot 2005 in Walibi Holland                                                                            |      |
| 4D-Cinema      | 4D-film                                  | 2006         |           | In het zomerseizoen speelt een verfilming van The Son of Bigfoot. Tijdens de halloweenperiode wordt een andere film vertoond |      |
| Huracan        | Overdekte stalen achtbaan                | 2013         | Zierer    | On-boardmuziek |      |

#### Gespeelde films in de 4D-cinema

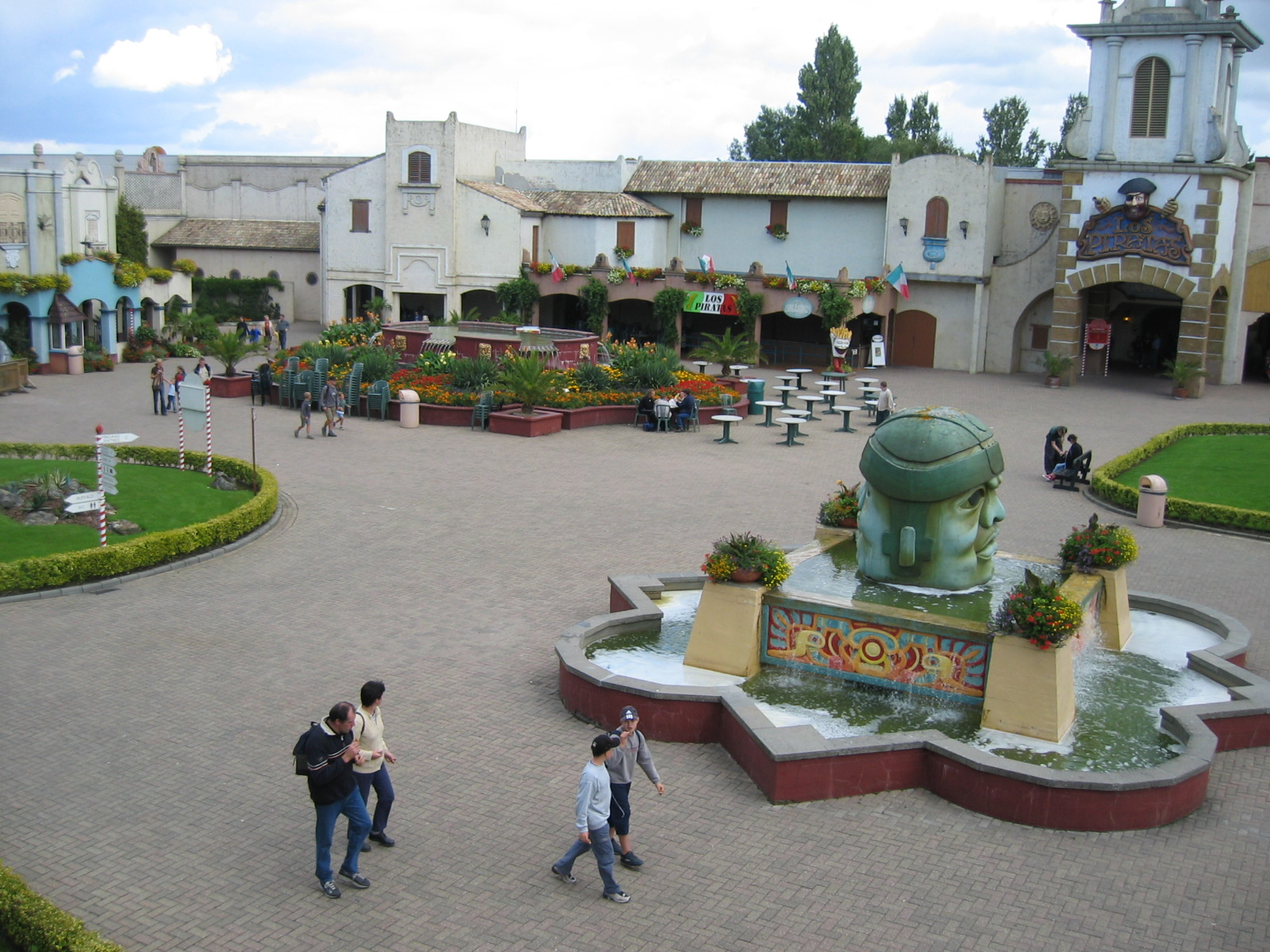
Het Mexicoplein in 2005. Op de plaats waar zich toen Los Piratas bevond, is nu Huracan terug te vinden.

Films in het gewone pretparkseizoen
- Forest Adventure (2006)
- Fly Me to the Moon (2007 & 2008)
- Cosmic Coaster (2009)
- Jett & Jin (2009)
- Turtle Vision (2010-2014)
- Le Petit Prince/De Kleine Prins (2015-2017)
- The son of Bigfoot (2018-heden)

Halloweenfilms
- Haunted House (Halloween 2006, 2007 & 2011)
- Haunted Mine (Halloween 2008-2010 & 2012)
- Catacombs 4D (Halloween 2013, 2014 & 2015)
- Dracula 4D (Halloween 2016)

Winterfilms
- Santas Polar Blast (winter 2006-2009)

### KidsPark

#### Attracties
| Naam attractie            | Soort attractie                                         | Openingsjaar | Bouwer(s)         | Foto |
| ------------------------- | ------------------------------------------------------- | ------------ | ----------------- | ---- |
| Carrousel                 | Draaimolen                                              | 1983         |                   |      |
| Palendorp                 | Speeltuin met hangbruggen, netten, tunnels en glijbanen | 1985         | Vernieuwd in 2015 |      |
| Koffietassen              | Theekopjesattractie                                     | 1989         | Mack Rides        |      |
| Magische Huis van Houdini | Madhouse                                                | 1999         | Vekoma            |      |
| Flying Carrousel          | Zweefmolen                                              | 1999         | Zierer            |      |
| Kikker                    | Vrijevaltoren (Jumpin' Star)                            | 2002         | Zamperla          |      |
| Exprestrein               | Rondrit met een treintje                                | 2002         | Zamperla          |      |
| Vlinders                  | Red Baron                                               | 2002         | Zamperla          |      |
| Tuff-Tuff                 | Rondrit                                                 | 2002         | Zamperla          |      |
| Gekke Koets               | Vliegend tapijt                                         | 2002         | Zamperla          |      |
| Minirad                   | Mini-reuzenrad                                          | 2002         | Zamperla          |      |
| Dansende Ballonnen        | Luchtballonnencarrousel                                 | 2002         | Zamperla          |      |

#### Dieren
- Wallaby's
- Chileense flamingo's
- Ooievaars

## Verdwenen attracties
| Naam attractie   | Soort attractie                       | Themazone                                                | Jaren in park   | Bouwer(s)                              | Reden sluiting                                                                                                 |
| ---------------- | ------------------------------------- | -------------------------------------------------------- | --------------- | -------------------------------------- | --- |
| Cinema 180       | Cinerama                              | Far West                                                 | Onbekend – 1986 | Onbekend                               | Vernield bij een brand door een kortsluiting in de motor van Enterprise                                        |
| Enterprise       | Enterprise                            | Far West                                                 | 1981 – 1986     | HUSS Park Attractions                  | Vernield bij een brand door een kortsluiting in de motor van Enterprise                                        |
| Tico Tico Show   | Animatronicsshow                      | Mexico                                                   | 1986 – 2002     | Onbekend                               | Verouderd en versleten. Nu is de 4D-cinema hier gevestigd                                                      |
| Dancing Queen    | Zweefmolen, type Paratrooper          | Mexico                                                   | 1989 – 2004     | Frank Hrubetz                          | Moest plaats maken voor El Volador, waarna verplaatst naar De Valkenier                                        |
| Ballenbad        | Ballenbak                             | KidsPark                                                 | Onbekend – 2007 | Onbekend                               | Onbekend |
| Glijbaan         | Glijbaan met jutezakken               | KidsPark                                                 | Onbekend – 2007 | Onbekend                               | Afgekeurd |
| Monorail         | Monorail                              | Station: Jungle Attractieroute: Jungle, Far West, Mexico | 1983 – 2007     | Mahieu                                 | Opkomende metaalmoeheid                                                                                        |
| Octopus          | Polyp                                 | Canada                                                   | 1980 – 2007     | Carrouselbouw Holland (CAH) Van Velzen | Te oud om te herstellen. In 2008 werd Peter Pan, die voorheen in themagebied India stond, naar hier verplaatst |
| Oldtimers        | Rondrit                               | Far West                                                 | 1981 – 2009     | Metallbau Emmeln                       | Plaats maken voor Europese bizons                                                                              |
| Los Piratas      | Dark water ride                       | Mexico                                                   | 1991 – 2012     | Mack Rides                             | Verouderd, voldeed niet meer aan brandveiligheid, te duur in onderhoud. In 2013 vervangen door Huracan         |
| Gold Rush        | Stunt- & diveshow                     | Canada                                                   | 2015- 2021      |                                        | Bellewaerde wilde een nieuwe show: Bengali                                                                     |
| Keverbaan        | Kinderachtbaan Model: Tivoli achtbaan | Far West                                                 | 1981- 2022      | Zierer                                 | Moest plaats maken voor Amazonia                                                                               |
| Lilly's Casino   | Arcadehal                             | Far West                                                 | 1987-2024(?)    |                                        | Komst nieuwe zone: Mundo Amazonia                                                                              |
| Shooting Gallery | Schiethal met effecten                | Far West                                                 | 1987-2024(?)    |                                        | Komst nieuwe zone: Mundo Amazonia                                                                              |

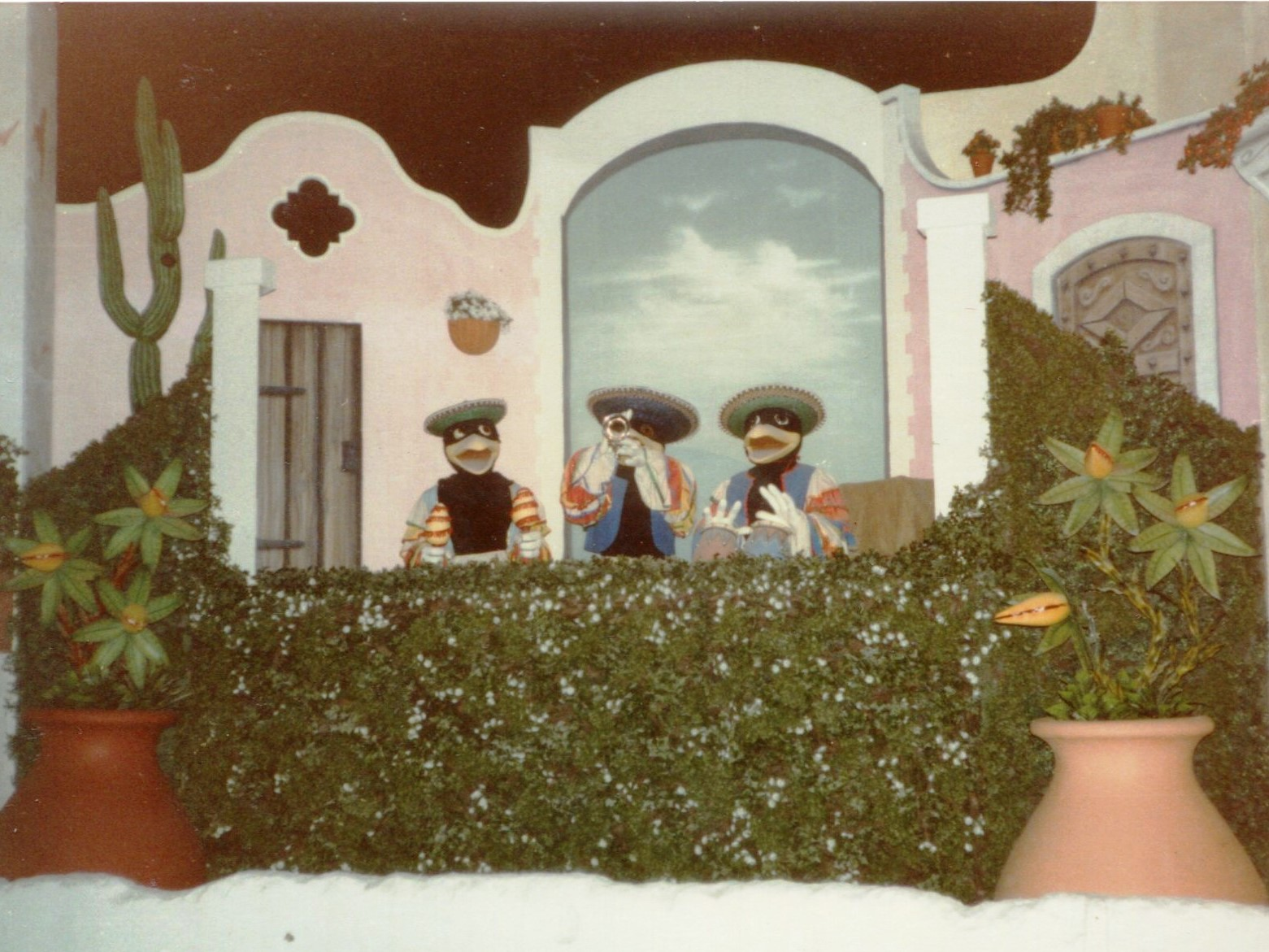
Tico Tico Show
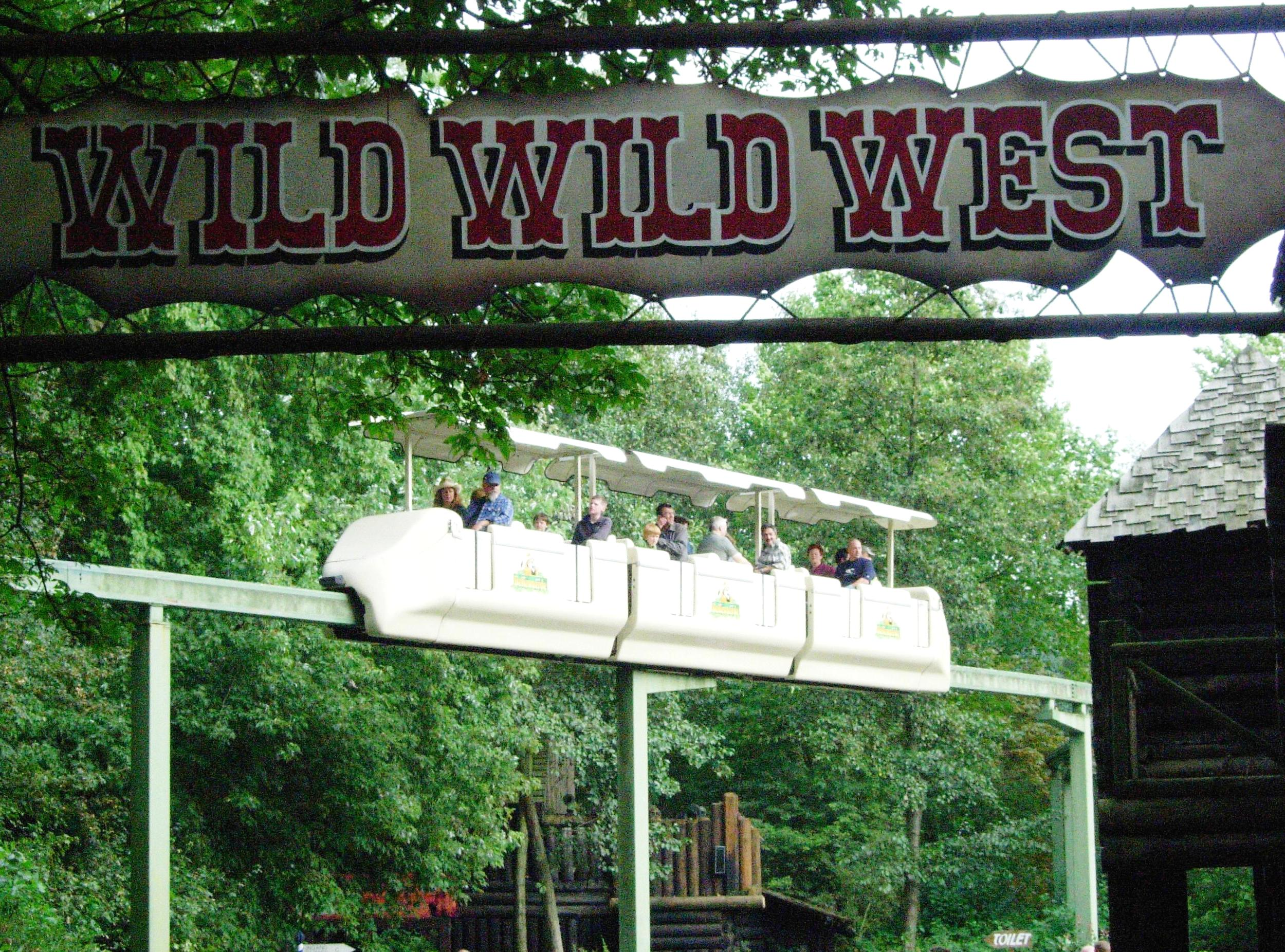
Monorail
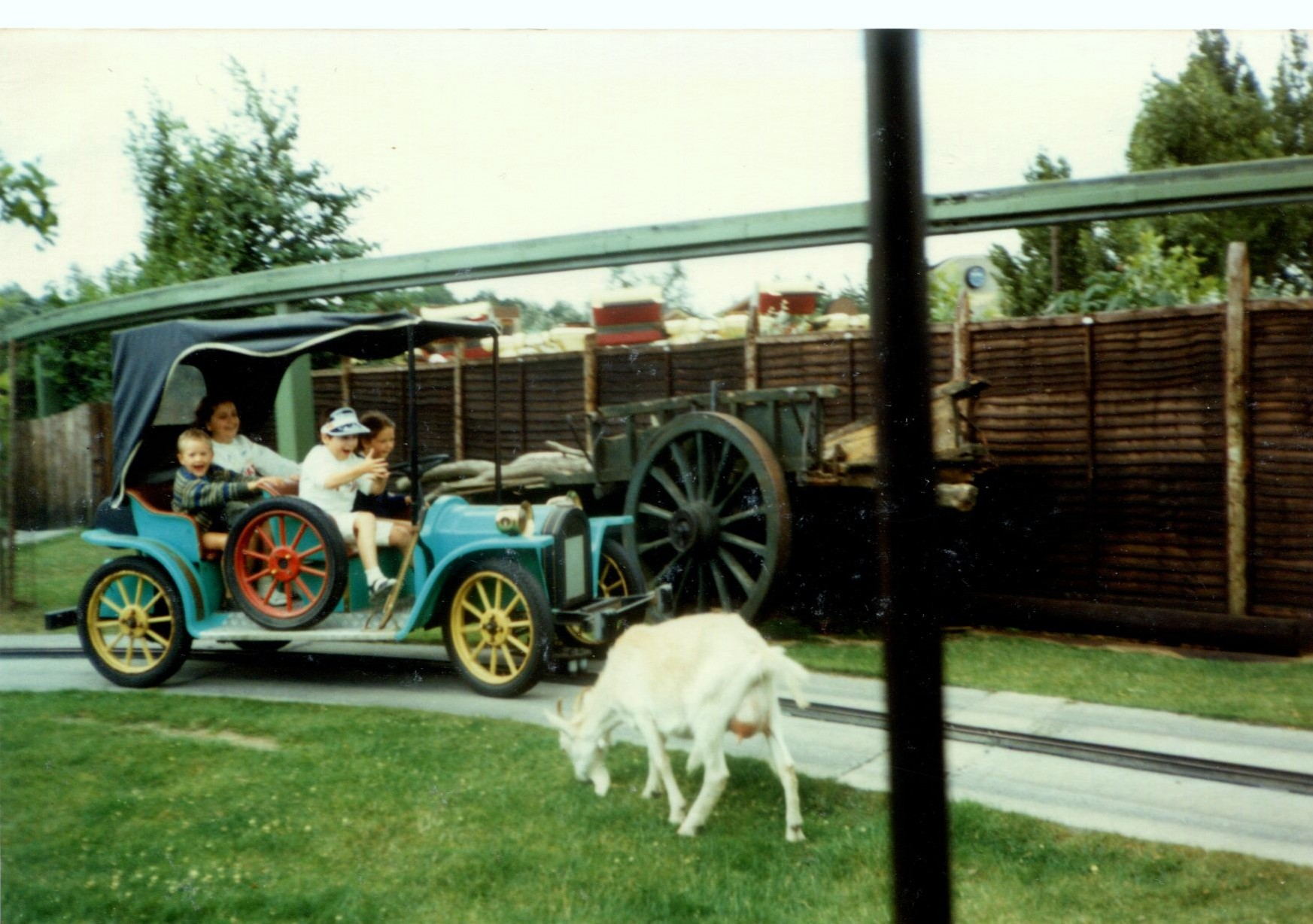
Oldtimers
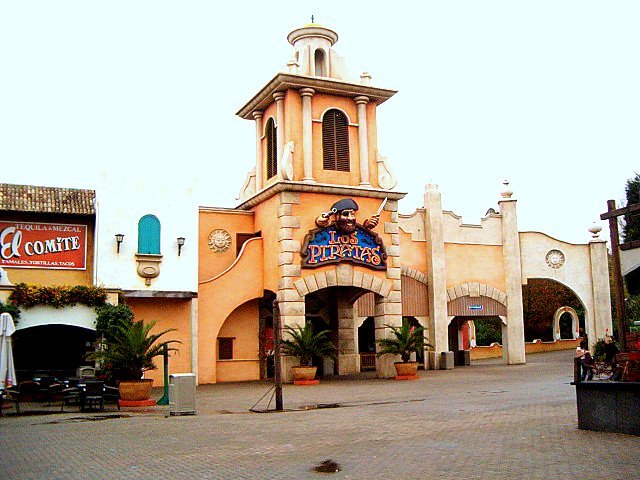
Los Piratas
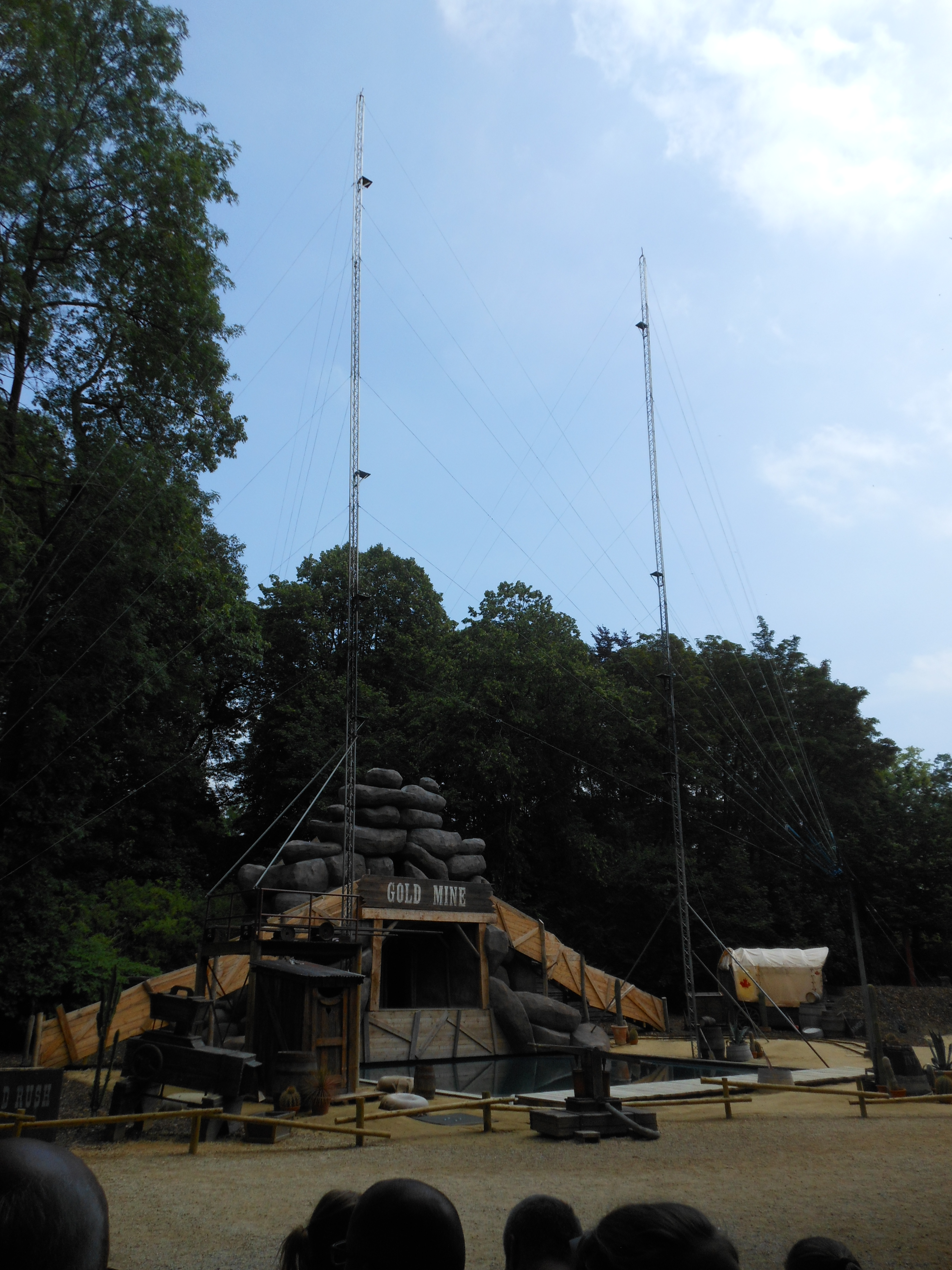
Gold Rush
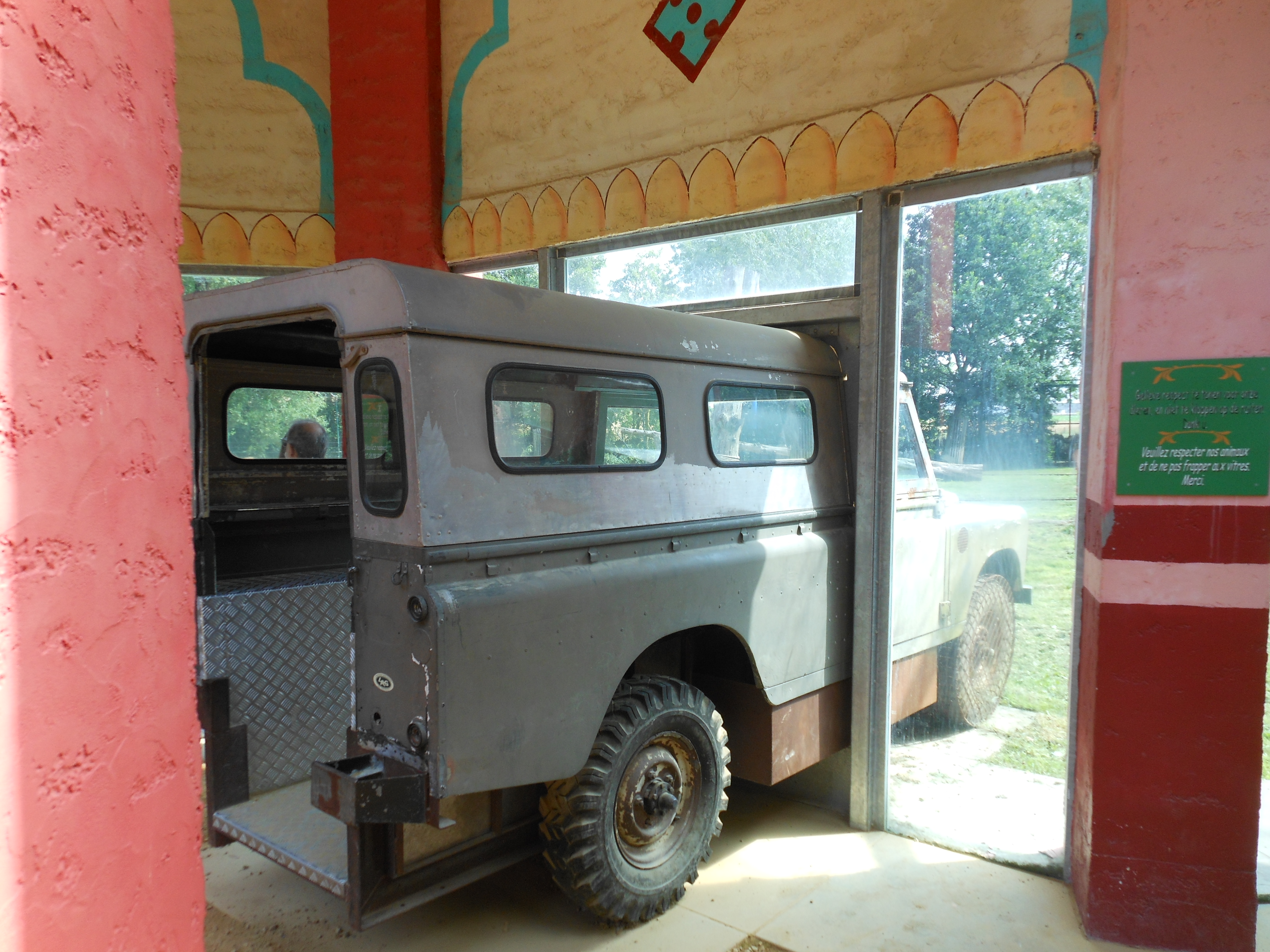
Uitkijkpunt op de leeuwen

## Halloween Bellewaerde

### Reguliere halloweenweken
Sinds 2001 organiseert het park jaarlijks een Halloweenevenement eind oktober en begin november. Het park wordt dan tijdens de Belgische herfstvakantie, en in het weekend ervoor geopend. Er worden tijdens dit evenement ook een aantal nocturnes gehouden waarbij het park enkele uren langer geopend is (tot 21 uur) en waarop op het eind van de dag vuurwerk of een vuurspektakel is op het Mexicaanse plein.
De thema's van het Halloweenevenement van de afgelopen jaren zijn:
- 2001-2004: Halloween Horror Fest
- 2005: Halloween The Original
- 2006-2008: Halloween The Sixth
- 2009-2011: Halloween Rat Attack
- 2012-2014: Halloween ZoorRror
- 2015-2019: Halloween Fiësta Mortal
- 2020: Halloween Treak or Treat
- 2024-...: Bangelijk Bellewaerde

### Halloween Night
In 2014 organiseerde het park voor het eerst een avondopening met het label KNT (kinderen niet toegelaten): de Halloween Night. Het is een evenement dat bedoeld is voor jongeren ouder dan 16 jaar en volwassenen. Het park is daarbij geopend van 18 tot 23 uur op de vrijdagavond net voor de herfstvakantie, waarin het gebruikelijke Halloweenevenement plaatsvindt.
Vanwege het grote succes van dit evenement, vond het daarna opnieuw plaats. Nieuw was dat vanaf de tweede editie abonnementhouders ook, weliswaar gratis, moesten reserveren, zodat het park vantevoren kon inschatten hoeveel mensen er zouden komen. Ook werden dit jaar alle attracties behalve Bengal Rapid River en degene in KidsPark geopend.

## Winter Bellewaerde
Vanaf de winter 2005 tot 2009 organiseerde het park ook Winter Bellewaerde Park. Daarmee was het het eerste Belgische pretpark dat gedeeltelijk zijn deuren opende tijdens de kerstvakantie. Alleen de gedeelten Kidspark, Jungle, Far West en Mexico waren toegankelijk voor het publiek, de ticketprijs was ongeveer 50% van die tijdens het zomerseizoen. Wegens tegenvallend succes werd in 2010 beslist dat het park voortaan geen winteropenstelling meer zou organiseren.
Sinds de winter van 2023-24 opent Bellewaerde Park weer een dikke maand in de winter. Hierbij is het volledige park geopend, al zijn enkele attracties niet geopend.

## Trivia
- Bellewaerde is het oudst bestaande themapark in België.
- Bellewaerde en het "Leeuwtje van Bellewaerde", de mascotte van het park, komen voor in het stripalbum De kattige kat uit de Suske en Wiske-stripreeks.
- Een aantal afleveringen van Merlina, en Postbus X werden opgenomen in Bellewaerde Park.
- De clips van de Samson en Gert-liedjes Jimmy de Cowboy en De bel doet het niet werden opgenomen in het Far West-dorp van Bellewaerde.
- Naast dieren en attracties besteedt men ook veel aandacht aan bloemen. Zo waren er in het verleden enkele bloemenevenementen, waaronder The Power of Flowers.
- Bellewaerde heeft twee ingangen met elk een eigen parking. De hoofdingang heet Ingang A, de ingang langs het Mexicoplein heet Ingang C. Dit komt doordat de benaming "Parking B" al voor de personeelsparking gebruikt werd.
- Bellewaerde bevindt zich bovenop restanten van de Eerste Wereldoorlog, waar de Duitsers voor het eerst vlammenwerpers hadden ingezet op Britse loopgraven.
- Het 281e Jommeke-album Bollywood in Bellewaerde speelt zich af in het park.